# Гленвуд (Джорджія)
Гленвуд (англ. Glenwood) — місто (англ. city) в США, в окрузі Вілер штату Джорджія. Населення — 850 осіб (2020).

## Географія
Гленвуд розташований за координатами 32°10′49″ пн. ш. 82°40′15″ зх. д. / 32.18028° пн. ш. 82.67083° зх. д. (32.180301, -82.670836).  За даними Бюро перепису населення США в 2010 році місто мало площу 8,19 км², з яких 8,11 км² — суходіл та 0,08 км² — водойми.

## Демографія
Згідно з переписом 2010 року, у місті мешкало 747 осіб у 309 домогосподарствах у складі 185 родин. Густота населення становила 91 особа/км².  Було 364 помешкання (44/км²).
Расовий склад населення:
| - 54,5 % — білих - 40,7 % — чорних або афроамериканців - 0,8 % — азіатів - 0,5 % — корінних американців - 2,1 % — осіб інших рас |

До двох чи більше рас належало 1,3 %. Частка іспаномовних становила 2,4 % від усіх жителів.
За віковим діапазоном населення розподілялося таким чином: 25,7 % — особи молодші 18 років, 54,1 % — особи у віці 18—64 років, 20,2 % — особи у віці 65 років та старші. Медіана віку мешканця становила 40,7 року. На 100 осіб жіночої статі у місті припадало 78,3 чоловіків;  на 100 жінок у віці від 18 років та старших — 74,5 чоловіків також старших 18 років.
Середній дохід на одне домашнє господарство  становив 26 545 доларів США (медіана — 16 118), а середній дохід на одну сім'ю — 33 373 долари (медіана — 26 458). Медіана доходів становила 26 250 доларів для чоловіків та 27 292 долари для жінок. За межею бідності перебувало 40,8 % осіб, у тому числі 45,0 % дітей у віці до 18 років та 20,2 % осіб у віці 65 років та старших.
Цивільне працевлаштоване населення становило 164 особи. Основні галузі зайнятості: освіта, охорона здоров'я та соціальна допомога — 40,9 %, публічна адміністрація — 20,7 %, виробництво — 12,8 %, роздрібна торгівля — 10,4 %.